# Canoagem nos Jogos Olímpicos de Verão de 2024 - Slalom caiaque cross feminino
A competição do caiaque cross feminino da canoagem slalom nos Jogos Olímpicos de Verão de 2024 foi realizada no Estádio Náutico de Vaires-sur-Marne, na Ilha de França, entre 2 e 5 de agosto de 2024. Um total de 37 canoístas de 25 Comitês Olímpicos Nacionais (CON) participaram do evento. Foi a estreia da modalidade como um evento olímpico.

## Qualificação
Cada CON poderia qualificar dois barcos no evento inaugural do caiaque cross feminino. Um total de 38 vagas estavam disponíveis para competidoras classificadas nas provas de C-1 ou K-1. Além disso, canoístas ainda não classificadas poderiam obter três vagas na competição global de qualificação do caiaque cross.

## Formato
O evento do caiaque cross se inicia com uma tomada de tempo (contrarrelógio) para determinar a colocação de cada canoísta na primeira rodada da competição. A primeira rodada apresenta uma série de onze corridas com três ou quatro competidoras cada. As duas primeiras em cada corrida avançam para as eliminatórias, enquanto a restante avança para a repescagem. A repescagem apresenta cinco corridas com o mesmo formato da primeira fase. Em cada corrida, as duas primeiras competidoras avançam para as eliminatórias, enquanto as restantes são eliminadas.
Nas eliminatórias são realizadas oito corridas com quatro competidoras cada. As duas primeiras em cada bateria avançam para as quartas de final, as duas primeiras em cada uma das corridas das quartas de final avançam para as semifinais e as duas primeiras em cada uma das corridas das semifinais avançam para a final. As perdedoras das semifinais avançam para a pequena final onde é determinado as colocações do quinto ao oitavo lugar.

## Calendário
Horário local (UTC+2)
| Dia         | Horário | Fase             |
| ----------- | ------- | ---------------- |
| 2 de agosto | 16:40   | Tomada de tempo  |
| 3 de agosto | 15:30   | Primeira rodada  |
| 3 de agosto | 18:05   | Repescagem       |
| 4 de agosto | 16:45   | Eliminatórias    |
| 5 de agosto | 15:30   | Quartas de final |
| 5 de agosto | 16:15   | Semifinais       |
| 5 de agosto | 16:43   | Finais           |

## Medalhistas
| Ouro   | AUS Noemie Fox      |
| Prata  | FRA Angèle Hug      |
| Bronze | GBR Kimberley Woods |

## Resultados

### Tomada de tempo
A tomada de tempo determinou as posições de todas as canoístas para a primeira rodada.
| Pos. | Bib | Canoísta                | Tempo | Notas   |
| ---- | --- | ----------------------- | ----- | ------- |
| 1    | 4   | FRA Camille Prigent     | 70.33 |         |
| 2    | 3   | AUS Jessica Fox         | 70.84 |         |
| 3    | 21  | GBR Mallory Franklin    | 71.85 |         |
| 4    | 15  | NZL Luuka Jones         | 72.10 |         |
| 5    | 12  | BRA Ana Sátila          | 72.64 |         |
| 6    | 19  | USA Evy Leibfarth       | 72.66 |         |
| 7    | 5   | GER Ricarda Funk        | 72.89 |         |
| 8    | 10  | AUS Noemie Fox          | 73.09 |         |
| 9    | 6   | AND Mònica Dòria        | 73.15 |         |
| 10   | 8   | FRA Angèle Hug          | 73.27 |         |
| 11   | 31  | CZE Antonie Galušková   | 73.75 |         |
| 12   | 2   | SLO Eva Terčelj         | 74.00 |         |
| 13   | 16  | GER Elena Lilik         | 74.19 |         |
| 14   | 27  | NED Lena Teunissen      | 74.24 |         |
| 15   | 22  | ESP Miren Lazkano       | 74.77 |         |
| 16   | 1   | GBR Kimberley Woods     | 74.98 |         |
| 17   | 7   | ITA Stefanie Horn       | 75.19 |         |
| 18   | 18  | POL Klaudia Zwolińska   | 75.19 |         |
| 19   | 9   | ESP Maialen Chourraut   | 75.23 |         |
| 20   | 13  | SVK Eliška Mintálová    | 75.26 |         |
| 21   | 29  | SLO Eva Alina Hočevar   | 76.48 |         |
| 22   | 30  | AUT Corinna Kuhnle      | 76.55 |         |
| 23   | 36  | TPE Chang Chu-han       | 76.58 |         |
| 24   | 24  | ALG Carole Bouzidi      | 76.68 |         |
| 25   | 37  | CHN Li Shiting          | 77.40 |         |
| 26   | 14  | UKR Viktoriia Us        | 78.18 |         |
| 27   | 11  | SUI Alena Marx          | 78.29 |         |
| 28   | 35  | ITA Marta Bertoncelli   | 78.38 |         |
| 29   | 23  | NED Martina Wegman      | 78.64 |         |
| 30   | 17  | SVK Zuzana Paňková      | 79.36 |         |
| 31   | 32  | JPN Aki Yazawa          | 79.96 |         |
| 32   | 25  | AUT Viktoria Wolffhardt | 80.83 |         |
| 33   | 20  | CZE Tereza Fišerová     | 81.17 |         |
| 34   | 28  | MEX Sofía Reinoso       | 82.99 |         |
| 35   | 33  | IRL Madison Corcoran    | 83.49 |         |
| 36   | 34  | JPN Haruka Okazaki      | 84.16 |         |
| 37   | 26  | CAN Lois Betteridge     | 79.76 | FLT (R) |

### Primeira rodada
As duas primeiras canoístas de cada bateria avançam para as eliminatórias; as restantes avançam para a repescagem.
Corrida 1
| Pos. | Bib | Canoísta            | Notas      |
| ---- | --- | ------------------- | ---------- |
| 1    | 1   | FRA Camille Prigent | Q          |
| 2    | 12  | SLO Eva Terčelj     | Q          |
| 3    | 33  | CZE Tereza Fišerová | R, FLT (8) |

Corrida 2
| Pos. | Bib | Canoísta                | Notas |
| ---- | --- | ----------------------- | ----- |
| 1    | 13  | GER Elena Lilik         | Q     |
| 2    | 2   | AUS Jessica Fox         | Q     |
| 3    | 32  | AUT Viktoria Wolffhardt | R     |

Corrida 3
| Pos. | Bib | Canoísta             | Notas      |
| ---- | --- | -------------------- | ---------- |
| 1    | 3   | GBR Mallory Franklin | Q          |
| 2    | 14  | NED Lena Teunissen   | Q          |
| 3    | 31  | JPN Aki Yazawa       | R, FLT (4) |

Corrida 4
| Pos. | Bib | Canoísta           | Notas |
| ---- | --- | ------------------ | ----- |
| 1    | 15  | ESP Miren Lazkano  | Q     |
| 2    | 4   | NZL Luuka Jones    | Q     |
| 3    | 30  | SVK Zuzana Paňková | R     |

Corrida 5
| Pos. | Bib | Canoísta            | Notas      |
| ---- | --- | ------------------- | ---------- |
| 1    | 16  | GBR Kimberley Woods | Q          |
| 2    | 29  | NED Martina Wegman  | Q          |
| 3    | 5   | BRA Ana Sátila      | R, FLT (8) |

Corrida 6
| Pos. | Bib | Canoísta              | Notas      |
| ---- | --- | --------------------- | ---------- |
| 1    | 6   | USA Evy Leibfarth     | Q          |
| 2    | 28  | ITA Marta Bertoncelli | Q          |
| 3    | 17  | ITA Stefanie Horn     | R, FLT (2) |

Corrida 7
| Pos. | Bib | Canoísta              | Notas |
| ---- | --- | --------------------- | ----- |
| 1    | 7   | GER Ricarda Funk      | Q     |
| 2    | 27  | SUI Alena Marx        | Q     |
| 3    | 18  | POL Klaudia Zwolińska | R     |

Corrida 8
| Pos. | Bib | Canoísta              | Notas      |
| ---- | --- | --------------------- | ---------- |
| 1    | 8   | AUS Noemie Fox        | Q          |
| 2    | 26  | UKR Viktoriia Us      | Q          |
| 3    | 19  | ESP Maialen Chourraut | R          |
| 4    | 37  | CAN Lois Betteridge   | R, FLT (4) |

Corrida 9
| Pos. | Bib | Canoísta             | Notas      |
| ---- | --- | -------------------- | ---------- |
| 1    | 9   | AND Mònica Dòria     | Q          |
| 2    | 20  | SVK Eliška Mintálová | Q          |
| 3    | 25  | CHN Li Shiting       | R          |
| 4    | 36  | JPN Haruka Okazaki   | R, FLT (1) |

Corrida 10
| Pos. | Bib | Canoísta              | Notas      |
| ---- | --- | --------------------- | ---------- |
| 1    | 10  | FRA Angèle Hug        | Q          |
| 2    | 24  | ALG Carole Bouzidi    | Q          |
| 3    | 21  | SLO Eva Alina Hočevar | R, FLT (6) |
| 4    | 35  | IRL Madison Corcoran  | R, FLT (6) |

Corrida 11
| Pos. | Bib | Canoísta              | Notas          |
| ---- | --- | --------------------- | -------------- |
| 1    | 11  | CZE Antonie Galušková | Q              |
| 2    | 34  | MEX Sofía Reinoso     | Q              |
| 3    | 23  | TPE Chang Chu-han     | R              |
| 4    | 22  | AUT Corinna Kuhnle    | R, FLT (R,2,3) |

### Repescagem
As duas primeiros canoístas de cada bateria avançam para as eliminatórias; as restantes são eliminadas.
Corrida 1
| Pos. | Bib | Canoísta            | Notas |
| ---- | --- | ------------------- | ----- |
| 1    | 5   | BRA Ana Sátila      | Q     |
| 2    | 37  | CAN Lois Betteridge | Q     |
| 3    | 22  | AUT Corinna Kuhnle  |       |

Corrida 2
| Pos. | Bib | Canoísta           | Notas |
| ---- | --- | ------------------ | ----- |
| 1    | 17  | ITA Stefanie Horn  | Q     |
| 2    | 23  | TPE Chang Chu-han  | Q     |
| 3    | 36  | JPN Haruka Okazaki |       |

Corrida 3
| Pos. | Bib | Canoísta              | Notas   |
| ---- | --- | --------------------- | ------- |
| 1    | 18  | POL Klaudia Zwolińska | Q       |
| 2    | 35  | IRL Madison Corcoran  | Q       |
| 3    | 25  | CHN Li Shiting        | FLT (8) |

Corrida 4
| Pos. | Bib | Canoísta              | Notas |
| ---- | --- | --------------------- | ----- |
| 1    | 33  | CZE Tereza Fišerová   | Q     |
| 2    | 19  | ESP Maialen Chourraut | Q     |
| 3    | 30  | SVK Zuzana Paňková    |       |

Corrida 5
| Pos. | Bib | Canoísta                | Notas |
| ---- | --- | ----------------------- | ----- |
| 1    | 21  | SLO Eva Alina Hočevar   | Q     |
| 2    | 32  | AUT Viktoria Wolffhardt | Q     |
| 3    | 31  | JPN Aki Yazawa          |       |

### Eliminatórias
As duas primeiras canoístas de cada bateria avançam para as quartas de final; as restantes são eliminadas.
Bateria 1
| Pos. | Bib | Canoísta             | Notas   |
| ---- | --- | -------------------- | ------- |
| 1    | 1   | FRA Camille Prigent  | QF      |
| 2    | 17  | ALG Carole Bouzidi   | QF      |
| 3    | 32  | CAN Lois Betteridge  |         |
| 4    | 16  | SVK Eliška Mintálová | FLT (8) |

Bateria 2
| Pos. | Bib | Canoísta              | Notas   |
| ---- | --- | --------------------- | ------- |
| 1    | 9   | GER Elena Lilik       | QF      |
| 2    | 24  | ITA Stefanie Horn     | QF      |
| 3    | 25  | POL Klaudia Zwolińska |         |
| 4    | 8   | CZE Antonie Galušková | FLT (R) |

Bateria 3
| Pos. | Bib | Canoísta              | Notas |
| ---- | --- | --------------------- | ----- |
| 1    | 5   | AUS Noemie Fox        | QF    |
| 2    | 28  | ESP Maialen Chourraut | QF    |
| 3    | 21  | NED Martina Wegman    |       |
| 4    | 12  | AUS Jessica Fox       |       |

Bateria 4
| Pos. | Bib | Canoísta              | Notas   |
| ---- | --- | --------------------- | ------- |
| 1    | 13  | NZL Luuka Jones       | QF      |
| 2    | 4   | GER Ricarda Funk      | QF      |
| 3    | 20  | ITA Marta Bertoncelli |         |
| 4    | 29  | TPE Chang Chu-han     | FLT (R) |

Bateria 5
| Pos. | Bib | Canoísta                | Notas |
| ---- | --- | ----------------------- | ----- |
| 1    | 3   | USA Evy Leibfarth       | QF    |
| 2    | 19  | SUI Alena Marx          | QF    |
| 3    | 14  | SLO Eva Terčelj         |       |
| 4    | 30  | AUT Viktoria Wolffhardt |       |

Bateria 6
| Pos. | Bib | Canoísta            | Notas |
| ---- | --- | ------------------- | ----- |
| 1    | 11  | GBR Kimberley Woods | QF    |
| 2    | 6   | AND Mònica Dòria    | QF    |
| 3    | 27  | CZE Tereza Fišerová |       |
| 4    | 22  | MEX Sofía Reinoso   |       |

Bateria 7
| Pos. | Bib | Canoísta              | Notas   |
| ---- | --- | --------------------- | ------- |
| 1    | 7   | FRA Angèle Hug        | QF      |
| 2    | 23  | BRA Ana Sátila        | QF      |
| 3    | 10  | ESP Miren Lazkano     |         |
| 4    | 26  | SLO Eva Alina Hočevar | FLT (6) |

Bateria 8
| Pos. | Bib | Canoísta             | Notas |
| ---- | --- | -------------------- | ----- |
| 1    | 2   | GBR Mallory Franklin | QF    |
| 2    | 18  | UKR Viktoriia Us     | QF    |
| 3    | 15  | NED Lena Teunissen   |       |
| 4    | 31  | IRL Madison Corcoran |       |

### Quartas de final
As duas primeiras canoístas de cada bateria avançam para as semifinais; as restantes são eliminadas.
Quartas de final 1
| Pos. | Bib | Canoísta            | Notas |
| ---- | --- | ------------------- | ----- |
| 1    | 9   | GER Elena Lilik     | SF    |
| 2    | 17  | ALG Carole Bouzidi  | SF    |
| 3    | 1   | FRA Camille Prigent |       |
| 4    | 24  | ITA Stefanie Horn   |       |

Quartas de final 2
| Pos. | Bib | Canoísta              | Notas   |
| ---- | --- | --------------------- | ------- |
| 1    | 5   | AUS Noemie Fox        | SF      |
| 2    | 13  | NZL Luuka Jones       | SF      |
| 3    | 28  | ESP Maialen Chourraut |         |
| 4    | 4   | GER Ricarda Funk      | FLT (5) |

Quartas de final 3
| Pos. | Bib | Canoísta            | Notas   |
| ---- | --- | ------------------- | ------- |
| 1    | 11  | GBR Kimberley Woods | SF      |
| 2    | 19  | SUI Alena Marx      | SF      |
| 3    | 3   | USA Evy Leibfarth   |         |
| 4    | 6   | AND Mònica Dòria    | FLT (2) |

Quartas de final 4
| Pos. | Bib | Canoísta             | Notas   |
| ---- | --- | -------------------- | ------- |
| 1    | 7   | FRA Angèle Hug       | SF      |
| 2    | 23  | BRA Ana Sátila       | SF      |
| 3    | 18  | UKR Viktoriia Us     |         |
| 4    | 2   | GBR Mallory Franklin | FLT (R) |

### Semifinais
As duas primeiras canoístas de cada bateria avançam para a final; as restantes disputam a pequena final (classificação do 5º ao 8º lugar).
Semifinal 1
| Pos. | Bib | Canoísta           | Notas       |
| ---- | --- | ------------------ | ----------- |
| 1    | 5   | AUS Noemie Fox     | F           |
| 2    | 9   | GER Elena Lilik    | F           |
| 3    | 17  | ALG Carole Bouzidi | PF, FLT (6) |
| 4    | 13  | NZL Luuka Jones    | PF, FLT (5) |

Semifinal 2
| Pos. | Bib | Canoísta            | Notas |
| ---- | --- | ------------------- | ----- |
| 1    | 11  | GBR Kimberley Woods | F     |
| 2    | 7   | FRA Angèle Hug      | F     |
| 3    | 23  | BRA Ana Sátila      | PF    |
| 4    | 19  | SUI Alena Marx      | PF    |

### Finais
Na grande final são decididas as medalhistas.
Pequena final
| Pos. | Bib | Canoísta           | Notas |
| ---- | --- | ------------------ | ----- |
| 5    | 13  | NZL Luuka Jones    |       |
| 6    | 19  | SUI Alena Marx     |       |
| 7    | 17  | ALG Carole Bouzidi |       |
| 8    | 23  | BRA Ana Sátila     |       |

Final
| Pos.              | Bib | Canoísta            | Notas   |
| ----------------- | --- | ------------------- | ------- |
| Medalha de ouro   | 5   | AUS Noemie Fox      |         |
| Medalha de prata  | 7   | FRA Angèle Hug      |         |
| Medalha de bronze | 11  | GBR Kimberley Woods |         |
| 4                 | 9   | GER Elena Lilik     | FLT (2) |